# Näs, Österåkers kommun
Näs är ett bostadsområde mellan Täljö och Åkersberga i Österåkers kommun. SCB avgränsade här en tätort från 2020  till 2023. Vid avgränsningen 2023 klassades området som en del av tätorten Täljö och Näs.